# 人民大会堂宾馆
39°54′02″N 116°23′16″E / 39.900666°N 116.387656°E

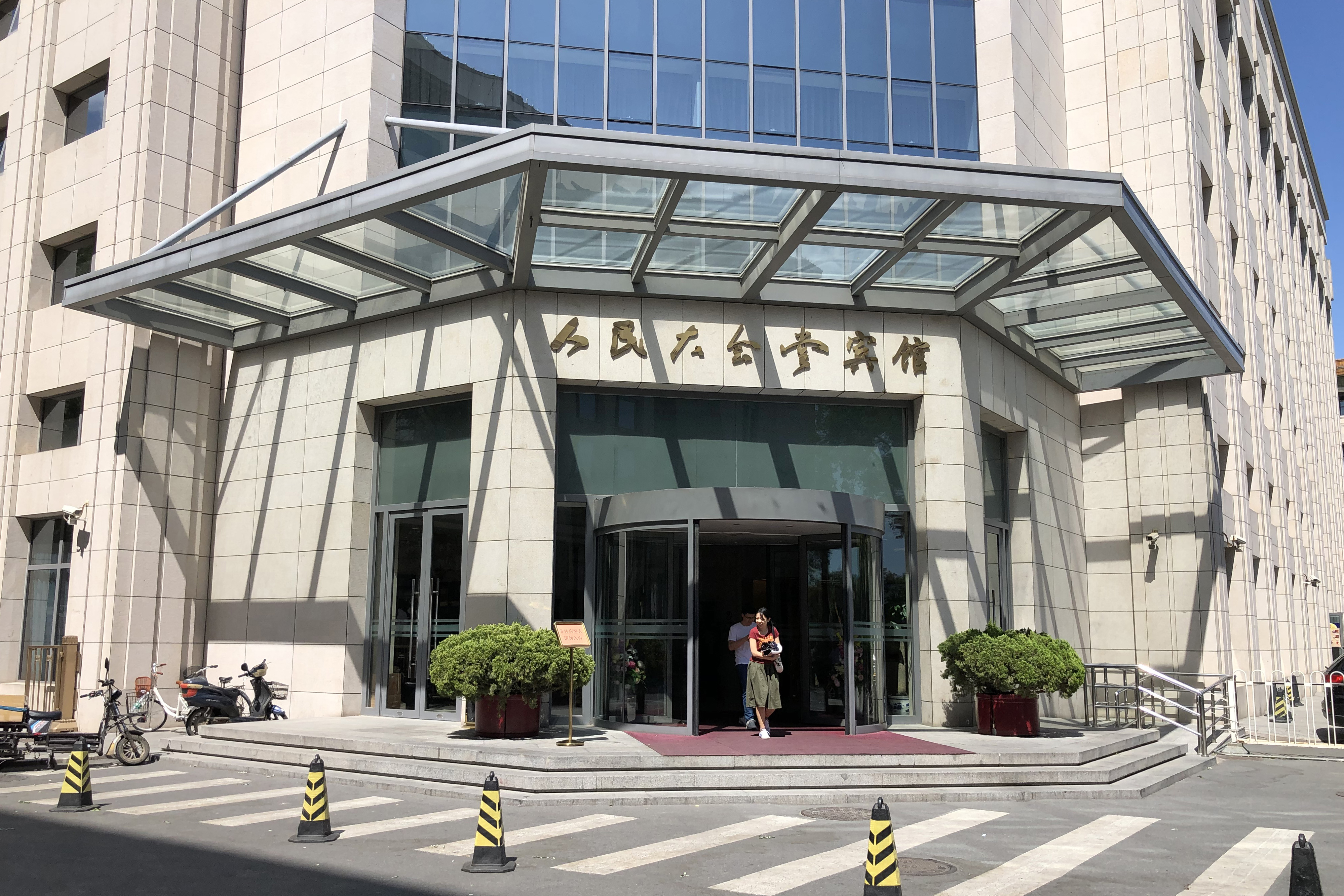
人民大会堂宾馆

人民大会堂宾馆，位于北京市西城区西交民巷甲19号，是全国人民代表大会常务委员会办公厅人民大会堂管理局下属国有企业。

## 简介
人民大会堂宾馆作为企业于1994年8月23日成立，为全民所有制企业。经营范围涉及住宿，制售中餐，销售饮料、酒、定型包装食品，零售卷烟，会议服务，物业管理，经济信息咨询，健身服务，打字、复印、传真，销售工艺品、日用品，零售字画，汽车租赁。税务登记日期为1996年11月1日。2012年1月，人民大会堂宾馆重新装修后开始对外营业。
人民大会堂宾馆内设上百套客房。五层设有多功能厅。宾馆还设有三个会议室、七个宴会包房，以及餐厅、咖啡厅、美发室、茶社、健身房、台球、游泳池、酒吧、卡拉OK等设施。
人民大会堂宾馆立足于为全国人大、国务院各部委、各省、自治区、直辖市政府提供接待服务。人民大会堂宾馆经常接待每年“全国两会”代表团。